# Spitlandermolenpolder
De Spitlandermolenpolder is een voormalig waterschap rond Nieuw-Beerta in de provincie Groningen. Het waterschap vormde samen met de waterschappen Simson en de Stadskiel het tweede en derde onderdeel van Reiderland.
Het waterschap ontstond uit de Beertsterhamrikker Molenkolonie met de beide poldermolens Gideon en Jeptha uit 1803, Deze molens sloegen het water van de Binnen-Tjamme uit op de Buiten-Tjamme. Via een duiker of grondpomp onder het Bellingwolderzijldiep werd het water aanvankelijk naar de Beertsterzijl geleid. Ook de Kroonpolder maakte gebruikvan deze afwatering via het sluisje Marijke. De poldermolens werden in 1892 vervangen door een stoomgemaal.
De belangrijkste watergang was de Binnen-Tjamme. Het waterschap Simson splitste zich in 1842 af om de ontwatering van de Binnenlanden te verbeteren. Het had een eigen afwateringskanaal naar de Buitentjamme met een afzonderlijke poldermolen, sinds 1883 ook een hulpstoomgemaal.
Het lag dan ook in de lijn dat deze waterschappen in 1906 werden samengevoegd tot een geheel, de Nieuwe Spitlanden.
Het waterschap Stadskiel bij Bad Nieuweschans bracht het water in de kanalen van het waterschap, maar droeg niet bij in de kosten. Dit poldertje had een eigen poldermolen uit 1769, vernieuwd in 1868, die uitsloeg op de Oude Ae bij Nieuweschans. Via de bermsloot langs de Schansker- en de Oudedijk werd het water vervolgens naar de Binnentjamme geleid.
Waterstaatkundig gezien ligt het gebied sinds 2000 binnen dat van het waterschap Hunze en Aa's.